# Oksana Herhel
Oksana Wassyliwna Herhel (ukrainisch Оксана Василівна Гергель, wiss. Transliteration Oksana Vasylivna Herhelʹ; * 20. Juni 1994 in Iwanytschi, Oblast Wolyn, Ukraine) ist eine ukrainische Ringerin. Sie wurde 2015 Weltmeisterin in der Gewichtsklasse bis 60 kg Körpergewicht.

## Werdegang
Das Talent von Oksana Herhel zum Ringen wurde an ihrer Schule entdeckt, als sie noch ein junges Mädchen war. Sie ringt seit 2005 und wog damals gerade 30 kg. Sie gehört dem Sportclub Dynamo Lwiw an und wurde bisher von Iwan Paliy, Juri Kopotko und Andre Pistun trainiert. Die nunmehr 1,65 Meter große und ca. 63 kg schwere Athletin ist Studentin und verdient zurzeit ihren Lebensunterhalt mit dem Ringen.
2010 nahm Oksana Herhel erstmals an einer internationalen Meisterschaft teil. Dabei gewann sie bei der Junioren-Europameisterschaft (Cadets) in Sarajevo in der Gewichtsklasse bis 49 kg hinter Kamala Alijewa aus Aserbaidschan gleich eine Silbermedaille. Im August 2011 wurde sie in Warschau Junioren-Europameisterin (Cadets) in der Gewichtsklasse bis 60 kg vor Luzie Manzke aus Deutschland.
2012 gewann sie bei der Junioren-Weltmeisterschaft (Juniors) in Pattaya in der Gewichtsklasse bis 59 kg hinter Chiho Hamada aus Japan und Hafize Sahin aus der Türkei eine Bronzemedaille. Eine weitere Bronzemedaille gewann sie bei der Junioren-Europameisterschaft (Juniors) in Skopje in der Gewichtsklasse bis 59 kg.
2014 startete Oksana Herhel bei den internationalen Meisterschaften der Seniorinnen. Sie blieb aber sowohl bei der Europameisterschaft in Vantaa, wo sie in der Gewichtsklasse bis 60 kg gleich ihren ersten Kampf gegen Tajbe Jusein aus Bulgarien verlor und bei der Weltmeisterschaft in Taschkent, wo sie in der gleichen Gewichtsklasse nach einem Sieg über Salamat Kuchimowa aus Usbekistan wieder gegen Tajbe Jusein verlor, ohne Medaillen.
Im März 2015 startete sie bei der U 23-Europameisterschaft im polnischen Wałbrzych. In der Gewichtsklasse bis 60 kg siegte sie dort in ihrem ersten Kampf gegen Jowita Wrzesien aus Polen, verlor dann gegen Petra Olli aus Finnland, sicherte sich dann aber mit einem Sieg über Wiktoria Bobewa aus Bulgarien eine Bronzemedaille. Bei den 1. Europäischen Spielen 2015 in Baku startete sie wieder in der Gewichtsklasse bis 60 kg und besiegte dort Johanna Mattsson aus Schweden. Danach verlor sie aber gegen die Ex-Weltmeisterin Marianna Sastin aus Ungarn und gegen ihre Angstgegnerin Tajbe Jusein und belegte den 5. Platz.
Zum Höhepunkt ihrer bisherigen Laufbahn wurde dann die Weltmeisterschaft 2015 in Las Vegas. Oksana Herhel besiegte dort in der Gewichtsklasse bis 60 kg Breanne Leigh Graham aus Kanada, ihre für Aserbaidschan startende ukrainische Landsfrau Irina Netreba, Leigh Jaynes-Provisor aus den Vereinigten Staaten und im Finale Tserenchimed Sukhee aus der Mongolei und gewann damit für viele überraschend den Weltmeistertitel.
Im März 2016 belegte sie bei der Europameisterschaft in Riga in der Gewichtsklasse bis 60 kg hinter Petra Olli aus Finnland den 2. Platz. Da bei den Olympischen Spielen 2016 in Rio de Janeiro die Gewichtsklasse bis 60 kg Körpergewicht nicht olympisch war, musste sie sich in der olympischen Gewichtsklasse bis 58 kg erst für die Teilnahme bei diesen Spielen qualifizieren. Das gelang ihr im April 2016 bei einem Qualifikations-Turnier in Zrenjanin, wo sie in dieser Gewichtsklasse hinter Mimi Christowa aus Bulgarien den 2. Platz belegte.
Noch im April 2016 wurde der Ringer-Weltverband UWW von der WADA (World-Anti-Doping-Agentur) informiert, dass die Dopingprobe von Oksana Herhel bei diesem Qualifikations-Turnier auf das Herzmittel Meldonium, das auf der Dopingliste steht, positiv war. Es wurde empfohlen, das Startrecht von Oksana Herhel bei den Olympischen Spielen 2016 zu widerrufen. Oksana Herhel wurde daraufhin von UWW vorläufig gesperrt. Eigenartigerweise wurde diese Sperre im Juli 2016 von UWW aufgehoben, so dass Oksana Herhel doch bei den Olympischen Spielen in Rio de Janeiro in der Gewichtsklasse bis 58 kg an den Start gehen konnte. Sie traf dort im Achtelfinale auf Julija Ratkewitsch aus Aserbaidschan, gegen die sie nach Punkten (5:7) verlor. Da Julija Ratkewitsch das Finale nicht erreichte, schied Oksana Herhel aus und kam nur auf den 13. Platz.
Im März 2017 startete sie in Szombathely noch bei der U 23-Europameisterschaft und gewann dort in der Gewichtsklasse bis 60 kg eine Bronzemedaille.
Seit diesem Zeitpunkt war Oksana Herhel bei keiner internationalen Meisterschaft mehr am Start.

## Internationale Erfolge
| Jahr | Platz | Wettbewerb                           | Gewichtsklasse | Ergebnisse |
| 2010 | 2.    | Junioren-EM (Cadets) in Sarajevo     | bis 49 kg      | hinter Kamala Alijewa, Aserbaidschan, vor Signe Marie Store, Norwegen und Alina Emilia Vuc, Rumänien                                                 |
| 2011 | 1.    | Junioren-EM (Cadets) in Warschau     | bis 60 kg      | vor Luzie Manzke, Deutschland, Agnieszka Sylvie Krol, Polen und Eliana Szabo, Ungarn                                                                 |
| 2012 | 5.    | Junioren-EM (Juniors) in Zagreb      | bis 59 kg      | Siegerin: Mimi Christowa, Bulgarien vor Hafize Sahin, Türkei                                                                                         |
| 2012 | 3.    | Junioren-WM (Juniors) in Pattaya     | bis 59 kg      | hinter Chiho Hamada, Japan und Hafize Sahin, Türkei                                                                                                  |
| 2013 | 14.   | Intern. Turnier in Kiew              | bis 59 kg      | Siegerin: Anna Polownewa, Russland vor Swetlana Lipatowa, Russland                                                                                   |
| 2013 | 3.    | Junioren-EM (Juniors) in Skopje      | bis 59 kg      | hinter Petra Olli, Finnland und Katarzyna Madrowska, Polen                                                                                           |
| 2014 | 3.    | „Alexander-Medwed“-Preis in Minsk    | bis 60 kg      | hinter Anastassija Hutschok, Weißrussland und Irina Netreba, Aserbaidschan                                                                           |
| 2014 | 9.    | EM in Vantaa/Finnland                | bis 60 kg      | nach einer Niederlage gegen Tajbe Jusein aus Bulgarien                                                                                               |
| 2014 | 8.    | Golden-Grand-Prix in Baku            | bis 60 kg      | Siegerin: Julija Ratkewitsch, Aserbaidschan vor Katsuki Sakagami, Japan                                                                              |
| 2014 | 7.    | WM in Taschkent                      | bis 60 kg      | nach einem Sieg über Salamat Kuchimowa, Usbekistan und einer Niederlage gegen Tajbe Jusein                                                           |
| 2015 | 3.    | U 23-EM in Wałbrzych/Polen           | bis 60 kg      | nach einem Sieg über Jowita Wrzesien, Polen, einer Niederlage gegen Petra Olli und einem Sieg über Wiktoria Bobewa, Bulgarien                        |
| 2015 | 5.    | Europaspiele in Baku                 | bis 60 kg      | nach einem Sieg über Johanna Mattsson, Schweden und Niederlagen gegen Marianna Sastin, Ungarn und Tajbe Jusein                                       |
| 2015 | 2.    | Poland-Open in Warschau              | bis 60 kg      | hinter Anastassija Hutschok, Weißrussland und vor Dschanan Manolowa, Bulgarien und Irina Netreba, Aserbaidschan                                      |
| 2015 | 1.    | WM in Las Vegas                      | bis 60 kg      | nach Siegen über Breanne Leigh Graham, Kanada, Irina Netreba, Leigh Jaynes-Provisor, USA und Tserenchimed Sukhee, Mongolei                           |
| 2016 | 2.    | Intern. Turnier in Kiew              | bis 58 kg      | hinter Natalja Sinishin, vor Julija Ratkewitsch, beide Aserbaidschan und Anna Wasilenko, Ukraine                                                     |
| 2016 | 2.    | EM in Riga                           | bis 60 kg      | nach Siegen über Charlotte Skauen, Norwegen und Julija Ratkewitsch und einer Niederlage gegen Petra Olli, Finnland                                   |
| 2016 | 2.    | Olympia-Qualif.-Turnier in Zrenjanin | bis 58 kg      | hinter Mimi Christowa, Bulgarien, vor Grace Bullen, Norwegen und Mariana Cherdiwara-Esanu, Rumänien                                                  |
| 2016 | 13.   | OS in Rio de Janeiro                 | bis 58 kg      | nach einer Niederlage gegen Julija Ratkewitsch |
| 2016 | 1.    | Golden-Grand-Prix in Baku            | bis 60 kg      | vor Tatjana Omeltschenko, Aserbaidschan, Ayaka Ito, Japan und Han Yingyan, China                                                                     |
| 2017 | 10.   | Intern. Turnier in Kiew              | bis 60 kg      | Siegerin: Julija Tkatsch, Ukraine vor Elmira Gambarowa, Aserbaidschan                                                                                |
| 2017 | 3.    | U 23-EM in Szombathely               | bis 60 kg      | nach einem Sieg über Tatjana Omeltschenko, einer Niederlage gegen Ljubow Owtscharowa, Russland und einem Sieg (kampflos) über Viktoria Felho, Ungarn |

Erläuterungen
- alle Wettkämpfe im freien Stil
- OS = Olympische Spiele, WM = Weltmeisterschaft, EM = Europameisterschaft
- Altersgruppe „Cadets“ bis zum 17., Altersgruppe „Juniors“ bis zum 20. Lebensjahr